# Марина Матић
Марина Матић (Београд, 1972) српска је историчарка уметности. Њена ужа стручна област је историја уметности од XV до XIX века. 

## Биографија
Дипломирала је на Филозофском факултету Универзитета у Београду, на Одељењу за историју уметности темом „Мотив витешке љубави као грала срца у минијатурама Бертелемија д’Ајка – илустрацијама за дело Ренеа Анжујског Срце запаљено љубављу (Livre du cœur d'Amour épris)“. Током студија била је стипендиста Владе Србије, Амбасаде Краљевине Норвешке (у оквиру пројекта „Петсто најбољих студената“) и Задужбине Ђоке Влајковића, под управом Универзитета у Београду. 
Мастер студије на истом Одељењу, са Визуелном културом новог века као ужом истраживачком облашћу, завршила је 2008. одбраном рада „Два лица жене у ренесансној уметности и култури – жена као светица и жена као вештица“.
На докторским студијама, на истом Одељењу, остаје у оквирима европског новог века, а дисертацију Манастир Савина у XVIII веку одбранила је 2015. године.
Сарађивала је на научним пројектима. Објављује радове у часописима: Зборник Народног музеја, Историјски часопис, Етноантрополошки проблеми,  Гласник Етнографског института, Црквене студије, Balcanica, Зборник Матице српске за ликовне уметности, Зборник Матице српске за друштвене науке, Зборник Матице српске за историју, Историјски часопис, Археографски прилози,  Архивски записи, Српске студије, Култура...
Пише енциклопедијске прилоге (Српски биографски речник). 
Живи у Београду и ради као професор на Академији Српске православне цркве за уметности и конзервацију. 